# Pascal Hirschi
Pascal Hirschi (* 6. März 1991 in Herne) ist ein Taekwon-Do-Sportler. Pascal Hirschi war ab 2008 Mitglied der Juniorennationalmannschaft des ITF-D. Seit 2011 ist er Mitglied des Seniorennationalteams. Zurzeit ist er Träger des 2. Dan und trainiert in der Sportschule Monheim. Seinen Anfang in diesem Sport fand Hirschi in seiner Heimatstadt Herne; er wechselte 2006 nach Dortmund und schließlich nach Monheim am Rhein. Er feierte nationale und internationale Erfolge.

## Nationale Erfolge

### Junior
- German Open 2007, Goldmedaille im Tul 1. Dan
- Deutsche Meisterschaft 2007, Goldmedaille im Kraftbruchtest
- Norddeutsche Meisterschaft 2008, Goldmedaille im Tul bis 3. Dan[1]
- Deutsche Meisterschaft 2008, Goldmedaille im Kraftbruchtest[2]

### Senior
- Süddeutsche Meisterschaft 2009, Goldmedaille im Tul 2. Dan
- Westdeutsche Meisterschaft 2010, Silbermedaille im Tul bis 3. Dan
- Deutsche Meisterschaft 2010, Silbermedaille im Kraftbruchtest
- Süddeutsche Meisterschaft 2012, Goldmedaille im Tul 2. Dan
- Westdeutsche Meisterschaft 2012, Goldmedaille im Tul 2. Dan
- Deutsche Meisterschaft 2012, Goldmedaille im Tul 2. Dan
- Nordrhein-Westfälische Meisterschaft 2013, 2× Goldmedaille im Teamtul und Tul 2. Dan[3]
- Süddeutsche Meisterschaft 2013, 3× Goldmedaille im Teamtul, Tul 2. Dan und Kraftbruchtest[4]

## Internationale Erfolge

### Junior
- Europameisterschaft 2008 Polen, Goldmedaille im Team-Spezialbruchtest, Silbermedaille im Kraftbruchtest[5]
- World-Cup 2008 Italien, Goldmedaille im Tul 1. Dan[6]
- Europameisterschaft 2009 Spanien, 2× Silbermedaille im Team-Kraftbruchtest und Tul
- Weltmeisterschaft 2009 Argentinien, 2× Bronzemedaille in Team-Kraftbruchtest und Tul

### Senior
- Weltmeisterschaft 2011 Neuseeland, Bronzemedaille im Tul 2. Dan[7]
- World-Cup 2012, Bronzemedaille im Team Tul Herren